# Alte Weser
Der Leuchtturm Alte Weser steht in der Deutschen Bucht vor der Wesermündung. Er ersetzte den 1883–1885 erbauten Leuchtturm Roter Sand.

## Allgemeines
Der Leuchtturm Alte Weser wurde zwischen 1961 und 1964 erbaut. Er besteht aus Stahlbeton mit Stahlmantel und stählernen Aufbauten. Er ist ein Offshorebauwerk, das rund NN −11 m in Sand gebaut ist. Die Bauwerkshöhe beträgt rund 40 m über NHN. Die Reichweite beträgt je nach Leuchtsektor zwischen 18 und 23 sm.
Der Leuchtturm Alte Weser wie auch der Leuchtturm Roter Sand sind von bewohntem Land aus mit bloßem Auge von der Nordseeinsel Wangerooge sowie von der Küste des Wangerlandes aus zu sehen. Bei gutem Wetter kann man beide Türme auch von der Aussichtsdüne der Insel Spiekeroog ohne Hilfsmittel erkennen. Ebenso ist bei Dunkelheit das Leuchtfeuer Alte Weser deutlich als weißes Licht in Richtung Wesermündung sowie noch von der ostfriesischen Insel Norderney am Horizont sichtbar. Der Leuchtturm Alte Weser übernahm am 1. September 1964 die Funktionen des Leuchtturms Roter Sand. Er ist Antennenträger für eine Station der Landradarkette Außenweser. Alte Weser verfügt über ein Orientierungs- und ein Quermarkenfeuer für das Neue-Weser-Fahrwasser und ein Leitfeuer für das Alte-Weser-Fahrwasser. Die internationale Ordnungsnummer des Leuchtturms Alte Weser ist B 1188. Der Leuchtturm Alte Weser war in den 1970er und 1980er Jahren Motiv einer 20-Pfennig-Briefmarke der Deutschen Bundespost in der Serie „Industrie und Technik“. 
Am 4. Juli 2024 hat das Bundesministerium der Finanzen ein Sonderpostwertzeichen in der Serie „Leuchttürme“ mit Motiv „Alte Weser“ zum Markenwert von 70 Cent herausgegeben.

## Bau
Der in der Außenweser stehende, weithin bekannte Leuchtturm Roter Sand war Ende der 1950er Jahre durch Sandschliff, Korrosion und Auslaugung des Betons stark geschädigt. Als Ersatz wurde daher ostnordöstlich dieses Standortes in den Jahren 1961 bis 1964 der Leuchtturm Alte Weser errichtet. Gleichzeitig sollten damit die Fahrwasserverhältnisse in der Außenweser verbessert und eine Einrichtung des Turmes als Glied einer Radarkette erreicht werden.
Der neuartigen Form des Turmes mit seinem sich nach unten hin verjüngenden Turmschaft und den ausladenden Obergeschossen lag ein Entwurf des Bremerhavener Ingenieurs Andreas Carstens zugrunde. Diese konische Turmform sollte Wellen und Eisgang geringeren Widerstand bieten. Mit der Bauausführung beauftragte das Wasser- und Schifffahrtsamt Bremerhaven als zuständige Behörde des Bundesverkehrsministeriums eine Arbeitsgemeinschaft der Firmen Philipp Holzmann, Strabag Bau AG, Hermann Möller, die die Stahlarbeiten von den Kieler Howaldtswerken ausführen ließ.
Die Stahlbauarbeiten für den Turmschaft und die Obergeschosse nebst Ausrüstung wurden in einem Trockendock der Kieler Howaldtswerke ausgeführt, der Turmschaft auf einer Hubinsel, die mit einem Ausschnitt versehen war, durch den Nord-Ostsee-Kanal zur Nordsee und zum vorgesehenen Standort an der Außenweser geschleppt und dort auf die vorgesehene Tiefe eingespült bzw. abgesenkt. Nach Einbringen einer Unterwasserbetonschicht wurde der Schaft leergepumpt und der aufgehende Stahlbeton eingebaut.
Besondere Schwierigkeiten und Verzögerungen im Bauablauf bereitete die Versorgung mit den nötigen Baustoffen durch verhältnismäßig Wetter- bzw. Seegang-empfindliche Küstenmotorschiffe. Vor allem mussten alle Baustoffe, die für den Unterwasserbeton benötigt wurden, ohne Unterbrechung herangeschafft werden, um unzulässige Fugen zu vermeiden. Hierzu war eine längere Schönwetterlage erforderlich. Weitere Verzögerungen gab es durch zwei Bauunfälle, von denen der erste mit einem starken Wassereinbruch in den Turm einherging, dessen Ursache aber ungeklärt blieb und bei dem zwei Menschen starben. Der bereits in den Boden abgesenkte Turmschaft musste aufgegeben werden. Sein oberer Teil wurde abgetrennt und zur späteren Wiederverwendung von der Hubinsel nach Kiel verbracht. Er konnte dann im nächsten Jahr bei dem zweiten Einbauversuch mitgenommen und aufgesetzt werden. Der Stumpf des Turmschaftes verblieb im Untergrund und Alte Weser war somit von der Orkanflut von 1962 nicht betroffen. Der Unfall zwang zu einem Neubeginn des Baues in Kiel mit einer Verzögerung um ein Jahr. Der zweite Unfall ging zurück auf ein Versagen des Haftschlusses an den vorderen Hubinselbeinen. Hier war für die Bergung und den Abtransport der beschädigten Hubinsel der Einsatz einer zweiten erforderlich. Im dritten Baujahr – nach Reparatur der Hubinsel – konnten die Bauarbeiten am Turmschaft wieder aufgenommen und beendet werden.
Nun konnte die Hubinsel auch die noch immer in Kiel lagernden Obergeschosse abholen und zum Turm bringen, wo sie ohne Komplikationen unter günstigen Wetterverhältnissen auf den Turmschaft geschoben werden konnten. Nun konnten auch die weiteren wichtigen Arbeiten vollzogen werden, wie z. B. der Einbau der Optik mit den dazugehörigen Blenden und der Einbau der Notstromaggregate.
Einen besonderen Abschnitt der Gesamtmaßnahme stellte die Stromversorgung des Leuchtturms dar. Hier wurde ein 6-kV-Kabel vom Leuchtturm Robbenplate her verlegt, im letzten Abschnitt mit Hilfe eines „Einspülstiefels“ eingespült und durch ein Kabelschutzrohr in den Turm eingezogen. Dabei war ein späteres Einführen in den noch zu bauenden Leuchtturm Tegeler Plate vorgesehen.
Das Fundament des Bauwerkes wurde durch eine Steinschüttung auf Buschmatten gegen Ausspülung gesichert. 1964 wurde der Betrieb des Feuers aufgenommen. Die vierköpfige Besatzung wurde 1972 beim Anschluss an die Fernsteuerung abgezogen.

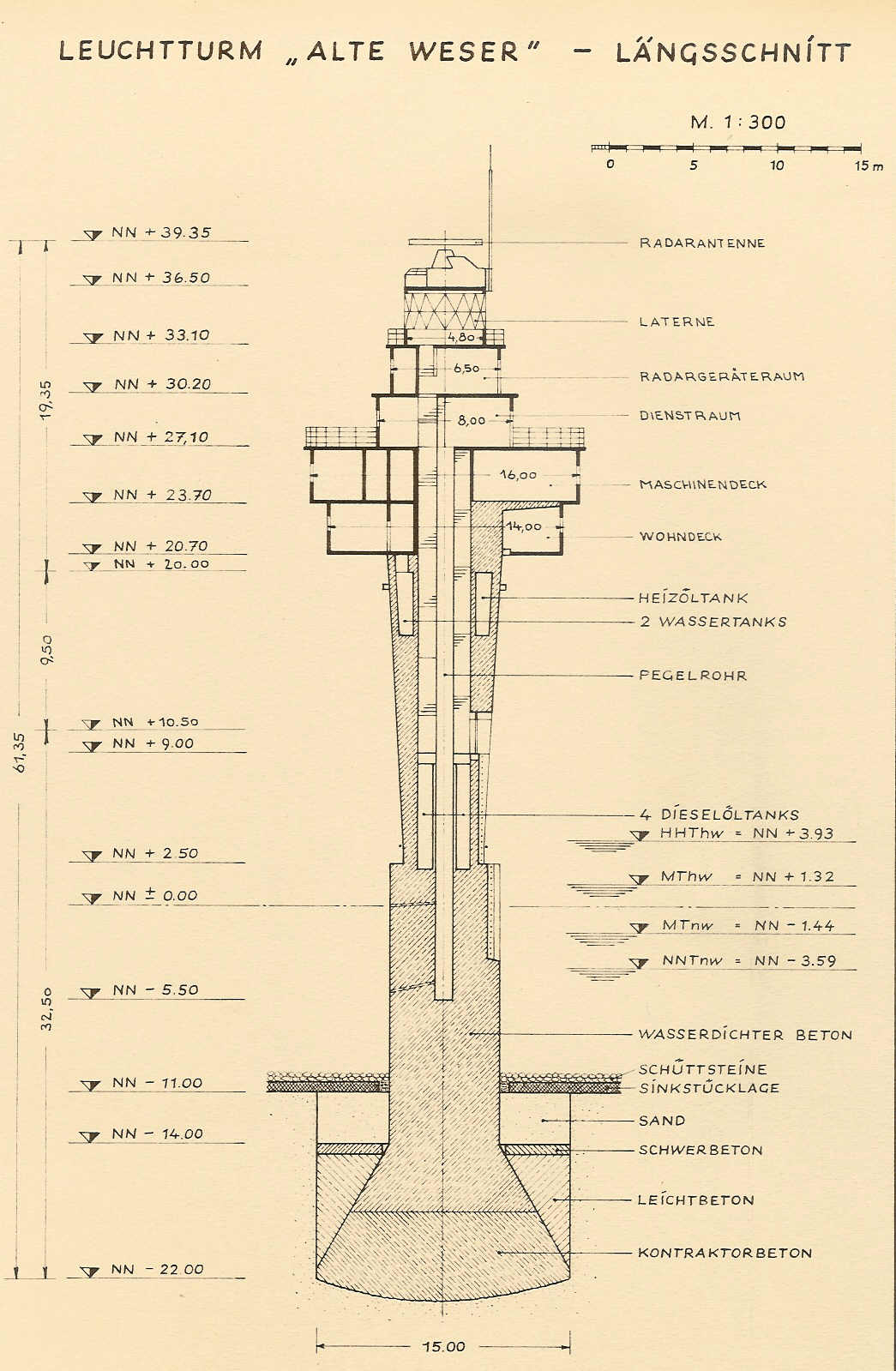
Risszeichnung des Leuchtturms (1961)
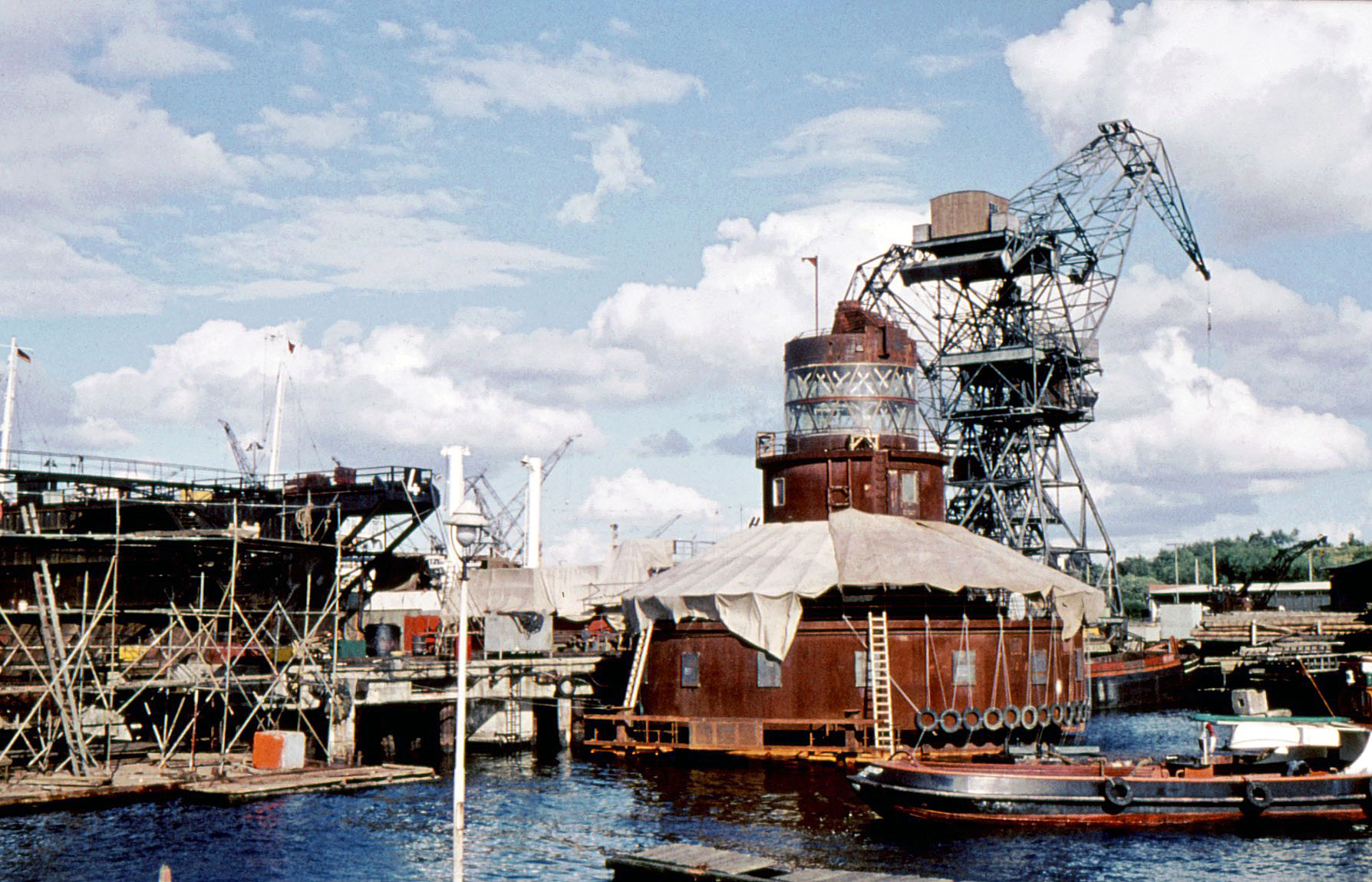
Obergeschosse in Bau (1961)
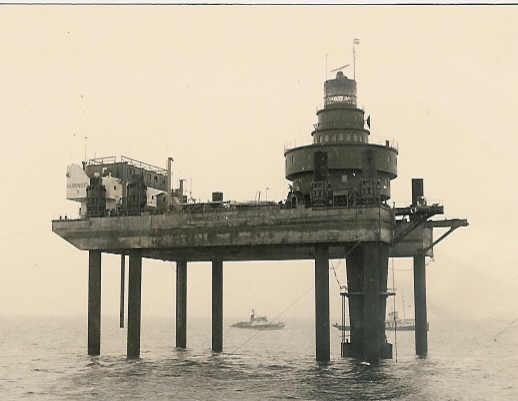
Aufsetzen der Obergeschosse
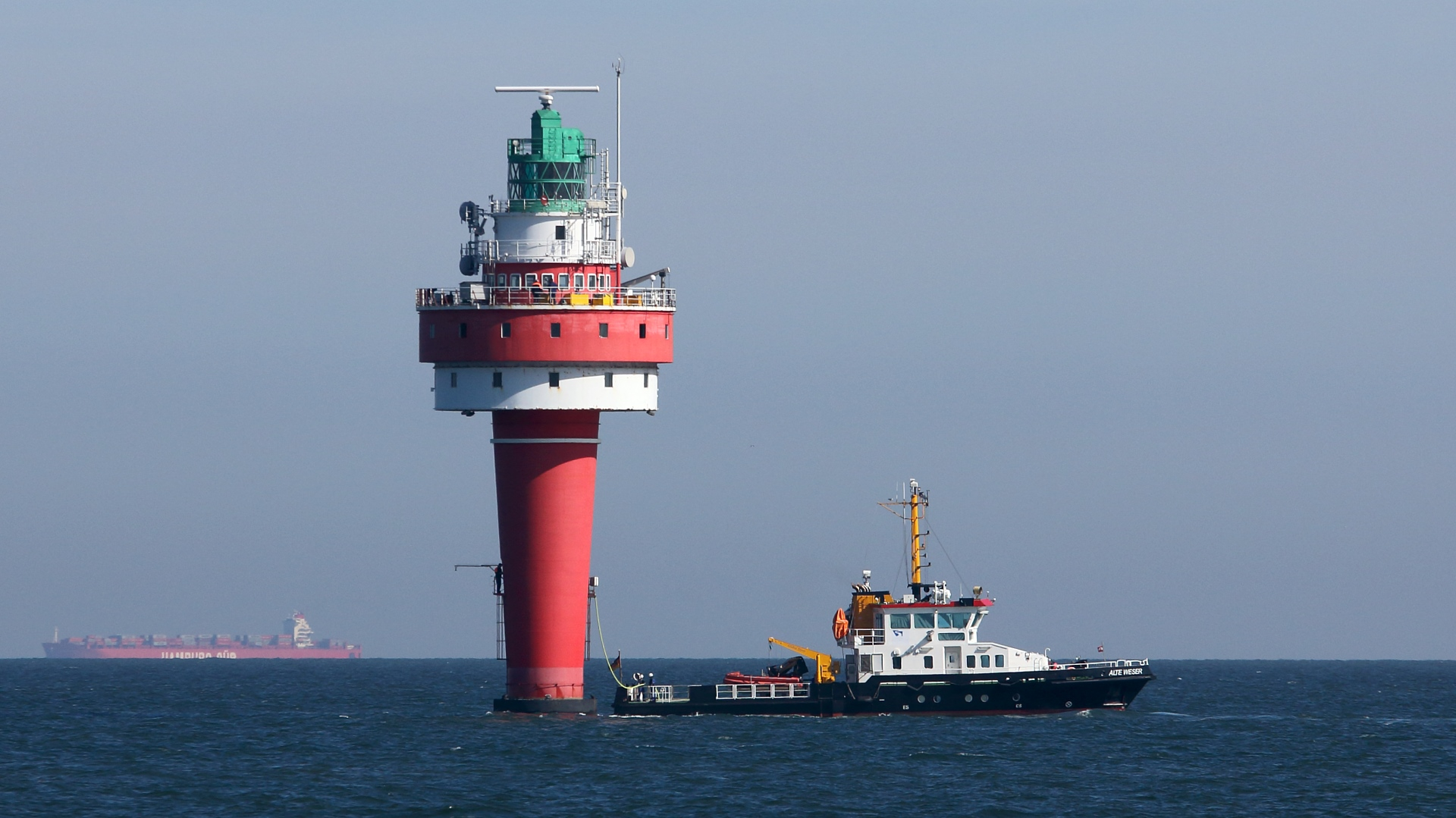
Leuchtturm Alte Weser mit Seezeichenschiff Alte Weser (2016)

## Leuchtturm Tegeler Plate

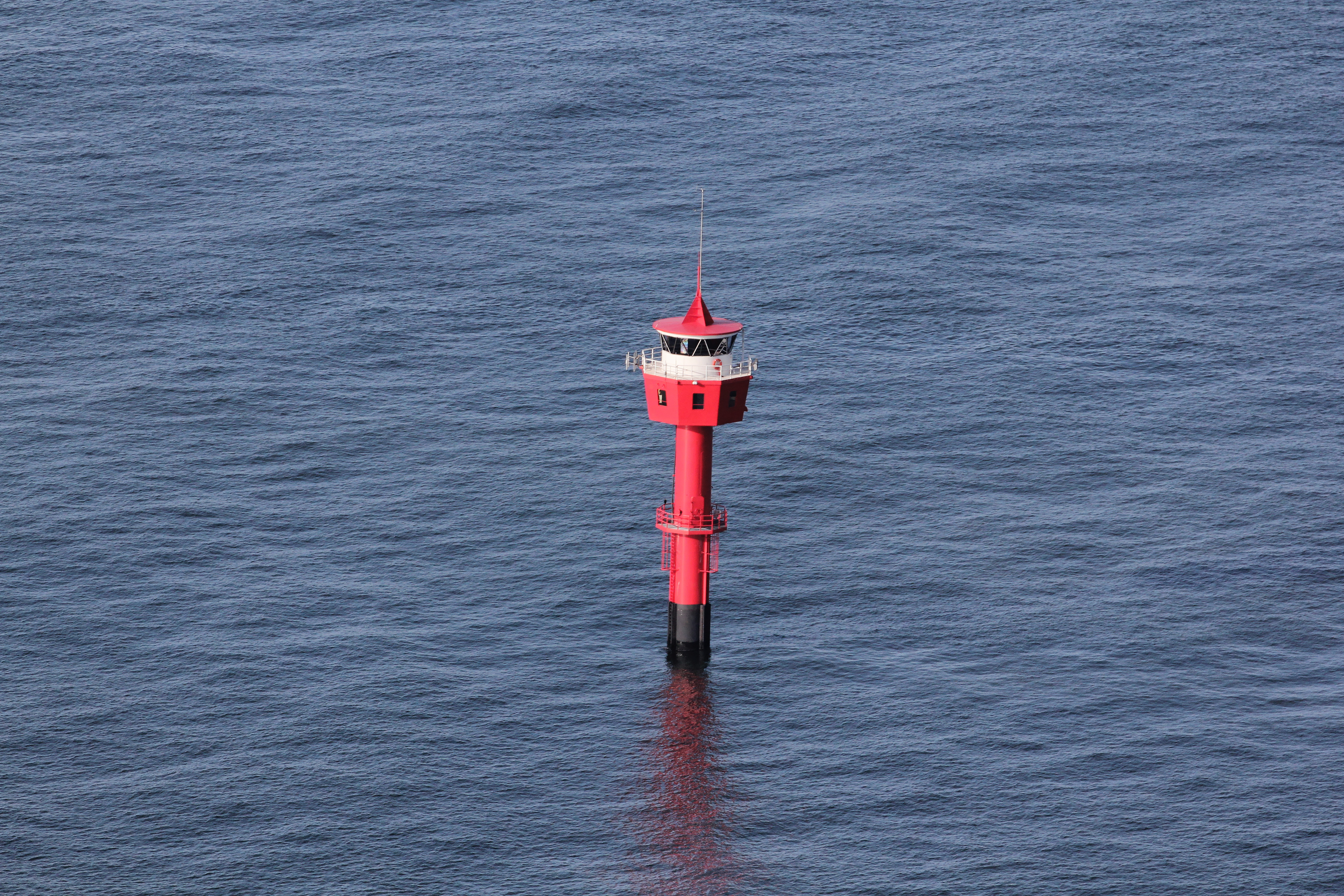
Leuchtturm Tegeler Plate

Als Ergänzung zur Verbesserung der Fahrwasserverhältnisse, die mit der Gesamtmaßnahme erreicht werden sollte, war der Bau eines weiteren Leuchtturms erforderlich. Hierbei ergab sich gleichzeitig die Möglichkeit, das weiter binnenwärts liegende Feuerschiff Bremen einzuziehen. Als Standort wurde die Tegeler Plate vorgesehen.
Turmschaft und Obergeschosse des Leuchtturms Tegeler Plate sollten in reiner Stahlbauweise ausgeführt werden. Die Schafthöhe von rund 46 m, aber auch die örtlichen Flachwasserverhältnisse (insbesondere mittlere Tideniedrigwasser etwa 2,5 m über Grund), ließen es zu, den Schaft in einem Stück 18 m tief in den Sand einzuspülen. Dabei sollte sich dieser Vorgang zunächst auf das Einspülen des Schaftes beschränken, der Turmkopf später unter Ausgleich von Abweichungen aufgesetzt werden. Nach Ausführung der Stahlbauarbeiten in Wilhelmshaven wurden Turmschaft und Obergeschosse von einem mit starken Pumpen ausgerüsteten Bergungsschiff zum vorgesehenen Standort verbracht und eingespült. Das bereits zum Leuchtturm Alte Weser hin verlegte Stromversorgungskabel wurde in den neuen Turm „eingeschleift“. Der Betrieb wurde 1966 aufgenommen – von Beginn an ferngesteuert und unbemannt. Lediglich für Wartungspersonal wurden Notunterkünfte vorgesehen. Die Sohle wurde auch hier durch Steinschüttung gesichert.
Mit diesen Maßnahmen waren zwei wichtige Schritte zur Vertiefung der Außenweser getan.